# 温度計

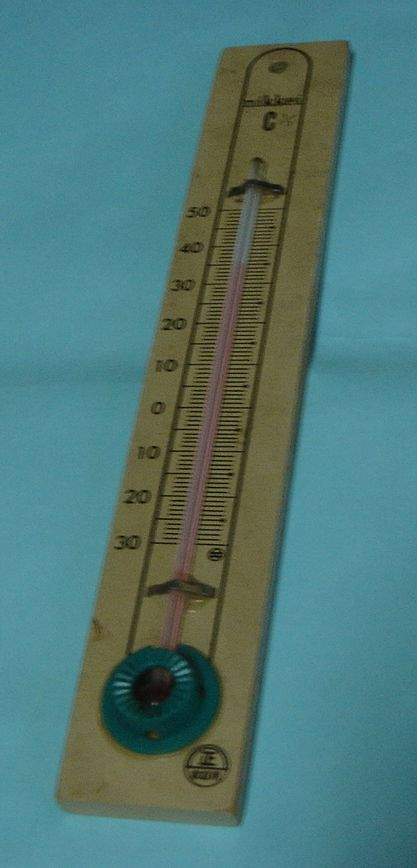
寒暖計(アルコール式温度計)

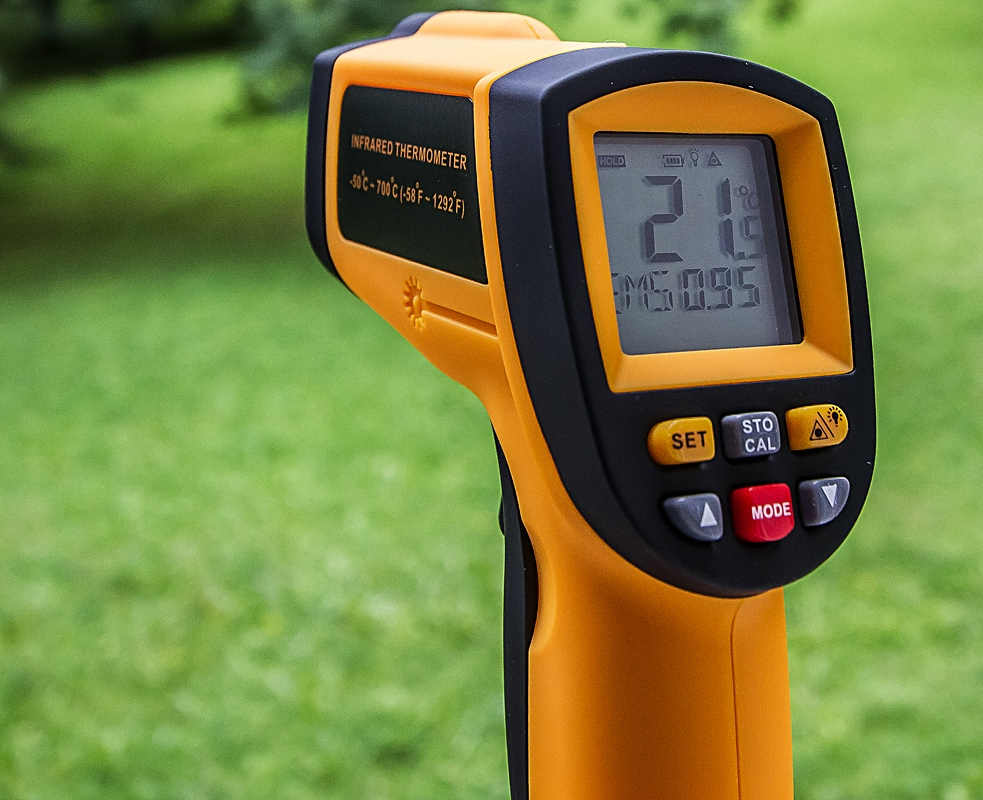
赤外放射温度計

温度計（おんどけい）は、温度を測定する計器である。温度変化に伴う物性の変化等の物理現象を利用して温度を測定する。一般的に温度を計るものは温度計と呼ばれるが、特定の用途に応じた名前を持つものもある（体温計等）。

## 語源
J.ルレション（Jean Leuréchon、1591年頃 - 1670年）が、1626年に“thermomètre”という言葉を使っており、これが英語に翻訳されたのが語源といわれている。
日本では古くは寒暖昇降、寒暖昇降器、験温儀、列氏験器、験温管、験温器、験温子、験温表、寒暑鍼、寒暑針、寒暑表などと訳され、1880年代から福沢諭吉の物理学に関する著書で採用されたのをきっかけに「寒暖計」という訳が定着したが、第二次世界大戦中に「寒暖計は正確には温度を測定する器具である」という理由から「温度計」と訳されるようになった。

## 種類

### 一次温度計と二次温度計
温度計は大きく分けて一次温度計と二次温度計に分類される。
一次温度計とは、熱力学温度と直接対応する物理量を測定することで温度が決定される温度計のことであり、温度標準の決定に用いられる。例えば、理想気体の状態方程式 pV=nRTにおいて圧力と体積、物質量が求められれば温度は一意に決定される。一次温度計の特徴として、このように物理量の定義から温度が導かれるので較正（こうせい）という概念がない点にある。温度標準（温度目盛）は国際的な取り決めとして温度域ごとに定義式が定められている。
それに対して二次温度計とは、温度との対応が明確に関連付けられた別の量、電気抵抗値や液柱の高さ、出力される電圧などを測定することで温度を求める温度計を指す。一般に流通しているほとんどの温度計はこの二次温度計に分類される。二次温度計は一次温度計で決定された温度を基準に温度計に値を付ける較正作業が必要である。
一次温度計を用いて熱力学温度を決定する作業は専門的な設備が備わる研究施設で行われる。そこで温度標準が決定され、それを基準に二次温度計が較正される。

### 測定原理の違いによる分類
- 熱電対
- 抵抗温度計（Resistance thermometer）
  - 測温抵抗体
  - サーミスタ
- 非接触温度計 - 赤外線を用いる。
  - 放射温度計
  - サーモグラフィー
- 液柱温度計
- バイメタル式温度計
- ガリレオ温度計 - 液体中にそれぞれ質量と体積の違う浮き子を入れ、液体の比重が温度によって変化するのに伴って浮沈する浮き子に表記された数字で、大まかな温度を示す温度計である。

そのほか、簡易な温度計として、温度に応じて色付きの数字が液晶で表示される温度計がある（サーモテープを参照）。

## 歴史

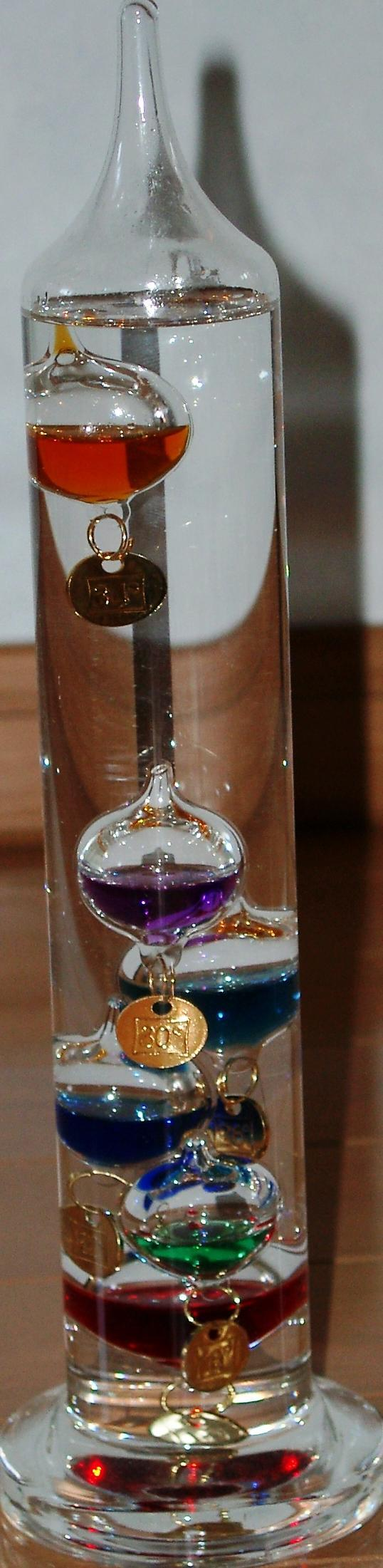
ガリレオ温度計。

温度計と温度計の目盛り（スケール）の変遷は、記録がはっきり残っていない部分があり、また文献によって異なるものもあるようである。気象学では気象測定器の歴史はミドルトンの本が一つの標準的な文献と考えられており、主にそれを用いて温度計の歴史を解説した本を参考に述べる。
16世紀末にガリレオ・ガリレイは、空気を詰めたガラス球の管先を水に沈めて、管内の水の高さの変化によって気温を測定する温度計を作った。遅くとも1593年までには彼はこの温度計を発明したとされている。この温度計は気圧の変化の影響を受けるが、当時はまだ気圧計は発明されていなかった。
イタリアのフィレンツェで実験アカデミー（Accademia del Cimento）を主催したトスカーナ大公フェルディナンドⅡ世・デ・メディチは、気圧の変化による影響を避けるため、2種類の液体温度計を作った。一つはアルコールを入れた細長い瓶の中で浮沈子が温度に応じて上下することを利用したもので、少なくとも1641年には作られていたことがわかっている。もう一つは密封したガラス管の中に液体を入れてその伸縮で温度を測るもので、フィレンツェ温度計（Florentine thermometer）と呼ばれた。当時の温度計のスケール（尺度）は温度計製作者ごとに異なっており、またそれぞれの温度計が比較可能かどうかは温度計製作者の工作精度にも依存していた。
イギリスの王立学会のロバート・フックは、1665年から氷点を0度とする温度計を王立学会（Royal Society）の気象観測網に導入した。しかしこのことは王立学会の体制など何らかの原因で後世には活かされなかった。1701年にはアイザック・ニュートンが氷点を0°、体温（血液温度）を12°にするスケールを考案した。また同じ頃、王立学会では会長だったジェームズ・ジュリンの推奨で、温度計の最高示度を0°、氷点を65°とするスケールを使い始めた。
1702年にオランダの天文学者オーレ・レーマーは塩と氷の混合状態を0°、水の沸点を60°とするスケールを持つ標準温度計を作った。これが後世でも示度の再現性が確認された初めての温度計となった。このスケールでは氷点の温度は7.5°となり、後には改めて氷点を7.5°、沸点を60°として温度計が較正されるようになった。
1717年にオランダの技術者ダニエル・ファーレンハイトは、レーマーの目盛りを4倍細かくした温度計を作ったが、体温が90°では不便に感じて96°に変えた。このスケールは華氏（°F）として現在でも使われている。なお、彼の死後には、沸点も温度の基準（212°）として使われるようになった 。また彼は、天文学者たちが使っていた水銀気圧計が気圧に関わらず正しい温度を示すことを知って、これを温度計に応用して1714年に水銀温度計を作った。
1730年頃にフランスの化学者、物理学者、昆虫学者だったルネ・レオミュールが氷点を0°、沸点を80°としたスケールを列氏（°R）として使い始めた。このスケールを使った温度計はレオミュール温度計と呼ばれ、フランスや中央ヨーロッパで約100年間にわたって広く使われた。これは、1740年に氷点を100°、沸点を0°とした百分度温度計に変えられた。
1741年12月には、スウェーデンの天文学者であったアンデルス・セルシウスが、百分度温度計を観測記録に使い始め、これをスウェーデンの有名な植物学者であったカール・フォン・リンネが、温室内の温度を測るために氷点を0°、沸点を100°に改めた。これは1745年秋より前とされている。このスケールが摂氏（℃）として現在日本などで使われている。
- 1592年 - ガリレオ・ガリレイが球付のガラス柱を水面に倒立させて、球部を暖めることによって水面が変化することを示す（空気温度計）。これには異説もあり、ガリレオの友人サントーリオ・サントーリオが発明したという説もある。
- 1612年 - サントーリオ・サントーリオが医療に温度計を用いる。
- 1650年頃（遅くとも1654年） - トスカーナ大公フェルディナンド・デ・メディチ（Ferdinando de'Medici）によって設計、A.アラマッニ（Antonio Alamanni）によって、上端を閉じて大気圧の変動の影響を廃した毛細管を持つ液柱（アルコール）温度計が製作された。
- 1702年 - デンマークの天文学者 オーレ・レーマー（Ole Rømer）が、水の融点と沸点を使って目盛りをふった温度計を製作。
- 1714年 - ガブリエル・ファーレンハイト（Daniel Gabriel Fahrenheit）が水銀を用いた液柱温度計を発明。
- 1730年 - ルネ・レオミュールが、アルコールと水の溶解液を用いてセ氏計を考案。当初は水の沸騰点を80度としていたが、1742年にスウェーデンのアンデルス・セルシウスの改良により、水の沸騰点100度に修正された。
- 1765年 - オランダから日本に伝えられる[2]。
- 1821年 - トーマス・ゼーベックが熱電対を発明。
- 1864年 - アンリ・ベクレルがパイロメータの原理を発見
- 1885年 - Callendar-Van Duesenが 白金抵抗体温度計を発明。
- 1892年 - アンリ・ルシャトリエがパイロメーターを製作。

## 特定の用途に用いる温度計
- 体温計
- 水温計
- 油温計
- 排気温度計

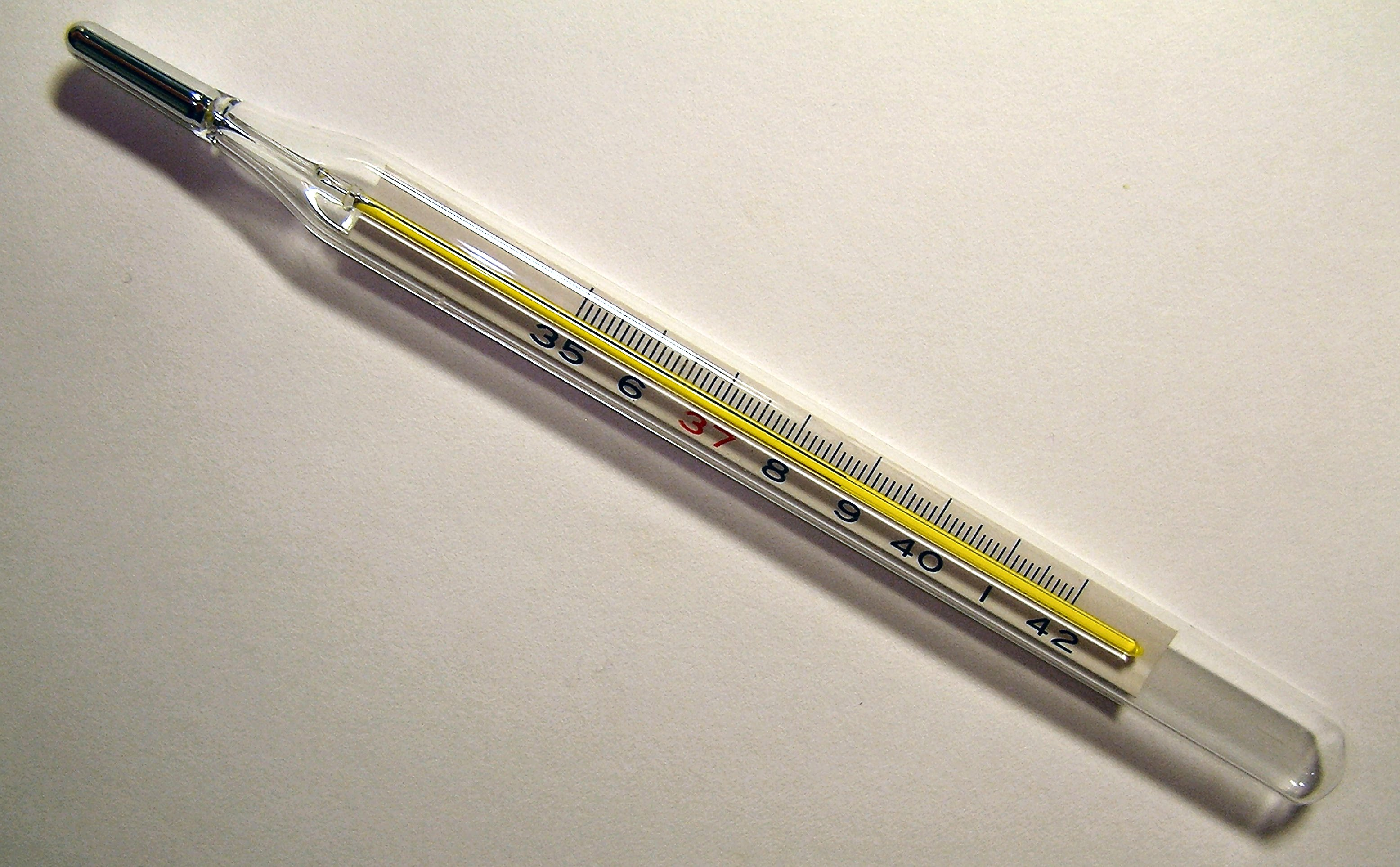
体温計

- 最高最低温度計 - 最高温度計 - 最低温度計
- 自記温度計
- 乾湿温度計
- 地中温度計

## 気象観測に用いられる温度計
日本では、気象業務法及びその下位法令により、公共的な気象観測には、検定に合格したガラス製温度計（液柱温度計に同じ）、金属製温度計（バイメタル式温度計に同じ）又は電気式温度計（白金抵抗体温度計に同じ）を用いることとされている。これらは、-50℃（ガラス製温度計は-30℃でも可）〜50℃において所定の性能を発揮しなければならない。なお気温の測定方法については、気象観測の「観測の方法と機器」を参照のこと。

### ガラス製温度計
ガラス製温度計の感温液としては、公的な観測用としては主に純水銀が使われ、一般の用途には赤色や青色に着色した灯油などが用いられる。後者の液の組成としては、ペンタンの異性体やその混合物、ないしトルエンが推奨されている(日本規格協会 1997, §6.c)。特殊な構造のものとしては
- 二重管温度計：通常の温度計の毛細管及び目盛板を、さらにガラス管に封入して保護したもの
- 最高温度計：毛細管に感温液の球部への逆流を防止する留点があり、最高温度到達後に温度が下がっても示度を保持するもの（構造的には水銀式体温計に同じ）
- 最低温度計：水平な毛細管中に感温液の収縮には引き込まれるが逆には動かない指標が置かれており、最低温度到達後に温度が上がっても指標が示度を保持するもの

がある。なお、毛細管に用いられるガラス管は、気象観測に用いることができるほどの精度と経時安定性とを有するものが日本では製造できず、ドイツからの輸入に頼っている。
温度目盛りについては全漬没温度計と漬没線付温度計がある。漬没線付温度計は漬没線以下が測定対象と等温であり、線以上が室温（20℃）であることが前提であり全漬没温度計は球部から液柱先端までが測定対象と等温であることが前提である。前提と異なる測定方法をすると赤液温度計では約5℃近くの補正が必要になる場合がある。

### 金属製温度計
金属製温度計は、感部にバイメタルを用い、その温度変化に伴う変形を指針の動きに変換することによって温度を測定するものである。バイメタルの材料としては主にアンバーと黄銅との組合せが使われる。構造が簡単で安価なため、家庭用としても普及している。
指針と目盛板によって気温を直接表示するもののほか、指針の代わりに記録ペンを駆動し、ゼンマイなどの動力で回転するドラムに巻かれた記録紙に温度の時系列を自動的に記録する自記式のものもよく使われる。
使用にあたっては、ガラス製温度計による校正が必要である。
許容される器差は、1.0℃である。

### 電気式温度計
電気式温度計は、白金の温度による電気抵抗の変化を検出することによって温度を測定するものである。自動・遠隔観測に適するため、現在、気象庁をはじめとする多くの機関で主力となっている。感部に用いられる白金線（抵抗体）は、0℃において抵抗値100オームの「Pt100」規格のものと定められている（同条件で抵抗値50オームの「Pt50」を用いる国もある）。
許容される器差は、0.5℃（感部のみについて0.3℃）である。
電気式温度計には、温度によって誘電率の変化する感温体を誘電体に用いたコンデンサの容量の変化を検出する方式のものもあるが、小型軽量な反面、耐久性や測定精度にやや難があるとされ、現在は、使い捨てが前提のラジオゾンデ用としてのみ認められている（許容される器差は0.5又は1℃（測定範囲により異なる））。
家庭用・教材用としてはサーミスタを用いた簡易な製品もあるが、特に常時観測に使用する場合、通電に伴う自己発熱による誤差を生じやすく、耐久性も実証されていないことから、公共的な気象観測には用いられない。